# Raquel Pierotti
Raquel Pierotti   (Montevideo, 17 de desembre de 1952) és una cantant d'òpera mezzosoprano. Es va especialitzar en papers de coloratura en el repertori de Rossini i Handel.

## Biografia
Raquel Pierotti va néixer a Montevideo (Uruguai), on es va llicenciar a l'Escola Nacional d'Òpera i va debutar a l'òpera el 1973 com «Damigella nuziale» en Les noces de Fígaro de Mozart.
Durant els següents sis anys va treballar en moltes produccions operístiques, cantant en La Flauta Màgica, Don Giovanni, Madame Butterfly, i Rigoletto, així com en molts concerts de cambra i simfònics. Va obtenir el Primer Premi al Concurs Nacional Maurice Ravel i al Concurs de Artigas - Washington. El 1979 es va traslladar a Espanya. Va guanyar el Premi Plácido Domingo el 1979 i el 2n Gran Premi el 1980, tots dos al Concurs de cant de Francisco Viñas. El mateix any, va guanyar el Primer Premi al Concurs de cants de Mozart organitzat pel Mozarteum de Barcelona, i la Medalla d'Or de Radio Nacional de España (RNE) donada a la debutant més prometedora de la temporada.
El 1980 va debutar a Catalunya al Gran Teatre del Liceu de Barcelona, com a «Lola» en la Cavalleria Rusticana de Mascagni. L'any següent fa els seus debuts europeus a l'Òpera de París com «Rosina» en El barber de Sevilla de Rossini, així com a La Scala de Milà com «Marcellina» a Les noces de Figaro de Mozart. Des de llavors ha estat una convidada freqüent a La Scala, on va cantar «Clarice» en La pietra del paragone (Rossini), «Smeton» en Anna Bolena (Donizetti), «Rosina» en El barber de Sevilla (Rossini), «Isabella» en L'italiana in Algeri (Rossini), «Maddalena» en Il viaggio a Reims (Rossini), «Cecilio» en Lucio Silla (Mozart), i «Fenena» a Nabucco (Verdi) per a la nit d'obertura de la temporada 1986/1987, així com a les tornades de Berlín, Japó (Tòquio, Osaka, Yokohama) i Bulgària (Sofia, Varna). El 2 de novembre de 1988 va ser convidada a cantar en un concert amb motiu de l'aniversari de la reina d'Espanya Doña Sofía.
Ha treballat amb reconeguts directors, com Riccardo Muti, Claudio Abbado, Gianandrea Gavazzeni, Riccardo Chailly, Julius Rudel, John Eliot Gardiner, Jesús López Cobos, Sir John Pritchard, Alain Lombard, Lorin Maazel... i directors com Giorgio Strehler, Jean Pierre Ponnelle, Eduardo De Filippo, Patrice Chéreau, Pier Luigi Pizzi, Roberto de Simone, Luca Ronconi, Jérôme Savary, Beni Montresor, Gabriele Lavia, Jorge Lavelli, José Carlos Plaza...
Ha aparegut a la majoria teatres d'òpera coneguts a Itàlia (com Milà, Roma, Nàpols, Pesaro, Bolonya, Florència, Torí, Gènova, Parma, Palerm i Verona entre d'altres), així com fora d'Itàlia, com Barcelona, Sevilla, Madrid, Viena, Stuttgart, Múnic, Brussel·les, Ginebra, París, Lió, Lisboa, Buenos Aires, Santiago de Xile, Montevideo, Mèxic, Caracas, Pretòria, Tòquio, Washington...
Entre les seves activitats destaquen recitals de música espanyola i llatinoamericana, així com sarsuela.
Ha creat el paper de «Tatula» de l'òpera Divinas palabras en l'apertura de la temporada 1997/1998) al Teatre Reial (Madrid), cantant amb Plácido Domingo.
El 1999 va cantar La vida breve a Lió, Grenoble i La Corunya, i El amor brujo i Siete canciones Populares Españolas a Lió, Palerm, Montevideo, Porto Alegre, Varsòvia, Dortmund i Pamplona.
El 2000 va cantar un concert a Hannover, representant a Espanya en ocasió de la Fira Mundial.
L'abril del 2002 i el 2004 va cantar en Babel 46 (Xavier Montsalvatge) i L'enfant et le sortilèges (Ravel) al Teatre Reial (Madrid) i al Liceu de Barcelona.
Va cantar el paper de «Mariana» (Luisa Fernanda) a La Scala (Milà) (2003), Teatre Reial (Madrid) (2006) i al Theather an der Wien (Viena) (2008), tots amb Plácido Domingo.
El 2004 i el 2007 va cantar com a infermera en Boris Godunov (Aleksandr Puixkin) al Liceu de Barcelona i al Teatre Reial (Madrid).
L'agost de 2009 va cantar el paper principal (Bernarda) de La casa de Bernanda Alba (Lorca), adaptat pel jove compositor espanyol Miquel Ortega, al Festival de Santander i al Festival Perelada.
El 2005 ha estat membre del jurat en els prestigiosos concursos de cant Francisco Viñas i Manuel Ausensi.
El 2011 va enregistrar el disc Concertango amb la pianista Liliana Maffiotte i el baixista Jorge Sarraute, amb els quals va fer una reeixida gira de concerts.

## Papers
Durant la seva carrera, ha cantat com: Sextus i Cornelia (Giulio Cesare); Siebel (Faust); Cherubino (Le nozze di Figaro); Cecilio (Lucio Silla); Dorabella (Cosi fan tutte); Zerlina (Don Giovanni); Angelina (La Cenerentola); Arsace (Semiramide); Isabella (L'Italiana in Algeri); Rosina (Il Barbiere di Siviglia) Andromaca (Ermione); Maddalena (Il viaggio a Reims); Clarice (La pietra del paragone); Orfeo (Orfeo ed Euridice); Fidalma (Il matrimonio segreto); Leonora (La Favorita); Adalgisa (Norma); Smeton (Anna Bolena); Elisabetta (Maria Stuarda); Carmen (Carmen); Sara (Roberto Devereux); Romeo (Capuleti e Montecchi); Agnese (Beatrice di Tenda); Giulietta (Les contes d'Hoffmann); Salud i la Abuela (La vida breve); Ottavia (L'incoronazione di Poppea); Preziosilla (La forza del destino); Meg i Quickly (Falstaff); Climene (Saffo); Suzuki (Madama Butterfly); Berenice (Il Farnace); Vagans (Juditha triumphans); Mrs. Slender (Falstaff-Salieri), Cecilia (Las Golondrinas), Zulima (Los amantes de Teruel), Aurora (Doña Francisquita), Señá Rita (La verbena de la Paloma), Mariana (Luisa Fernanda), Nurse (Boris Godunov)...

## Repertori simfònic
- Rossini: Stabat Mater, Petite Messe Sollennelle, Argene e Melania i Giovanna D'Arco.
- Haendel: El Messies.
- Mozart: La Missa de la Coronació i Requiem.
- Beethoven: 9a simfonia.
- Pau Casals: El pessebre.
- Pergolesi: Stabat Mater.
- Stravinski: Pulcinella.
- Bach: Magnificat.
- Jaume Alaquer: Requiem.[13]
- Tomás Bretón: Apocalipsis.
- Verdi: Requiem.
- Mendelssohn: Paulus.
- Vivaldi: Juditha Triumphans.

## Enregistraments
- Il barbiere di Siviglia - Berta (Riccardo Chailly).[14]
- Il viaggio a Reims - Maddalena (Claudio Abbado).[15]
- Le comte Ory - Ragonde (John Eliot Gardiner).[16]
- Giulio Cesare - Cornelia (Marcello Panni).[9]
- El concert Mozart per a Àfrica, amb Montserrat Caballé.
- Doña Francisquita - Aurora, amb Alfredo Kraus, (Antoni Ros-Marbá).[17]
- La verbena de la Paloma - Señá Rita i La Dolores-Gaspara, tots dos amb Plácido Domingo (Antoni Ros-Marbá).[18]
- Viento es la dicha de amor-Amor (Christophe Coin).
- El pessebre (Lawrence Foster).
- Il Farnace - Berenice (Massimiliano Carraro).[19]
- El llibre vermell (Antoni Ros-Marbá).
- Requiem - Jaume Alaquer (Joan Company).
- Luisa Fernanda - Mariana (Jesús López Cobos).
- Falstaff - Meg (Daniel Oren).
- Nabucco - Fenena (Riccardo Muti).[20]
- Homenatge Rossini (TV 1985).[21]

## Premis
- Maurice Ravel National Contest
- Artigas - Washington Contest
- Plácido Domigo Award
- Francisco Viñas Singing Competition
- Mozart Singing Competition (Mozarteum de Barcelona)
- Medalla d'Or (Ràdio Nacional d'Espanya)
- Alas Awards 2010[22]
- Homenatge de la Intendencia de Montevideo.[4][23]